# Nhơn Ái
Nhơn Ái là một xã thuộc thành phố Cần Thơ, Việt Nam.

## Địa lý
Xã Nhơn Ái có vị trí địa lý:
- Phía đông giáp phường Cái Răng
- Phía tây giáp xã Tân Hòa và xã Trường Long
- Phía nam giáp xã Thạnh Xuân
- Phía bắc giáp phường An Bình và xã Phong Điền.

Xã Nhơn Ái có diện tích 38,16 km², dân số năm 2024 là 40.707 người, mật độ dân số đạt 1.066 người/km².

## Lịch sử
Ngày 20 tháng 9 năm 1975, Bộ Chính trị ban hành Nghị quyết số 245-NQ/TW về việc hợp nhất tỉnh Cần Thơ (ngoại trừ huyện Thốt Nốt), tỉnh Sóc Trăng, tỉnh Trà Vinh, tỉnh Vĩnh Long thành một tỉnh, tên gọi tỉnh mới cùng với nơi đặt tỉnh lỵ sẽ do địa phương đề nghị lên.
Ngày 20 tháng 12 năm 1975, Bộ Chính trị ban hành Nghị quyết số 19/NQ về việc hợp nhất tỉnh Cần Thơ (bao gồm cả huyện Thốt Nốt của tỉnh Long Xuyên), tỉnh Sóc Trăng thành một tỉnh mới, tên gọi tỉnh mới cùng với nơi đặt tỉnh lỵ sẽ do địa phương đề nghị lên.
Ngày 24 tháng 2 năm 1976, Chính phủ Cách mạng lâm thời Cộng hòa miền Nam Việt Nam ban hành Nghị định số 3/NQ/1976 về việc hợp nhất tỉnh Cần Thơ, tỉnh Sóc Trăng và thành phố Cần Thơ thành một tỉnh mới, lấy tên là tỉnh Hậu Giang.
Ngày 15 tháng 9 năm 1981, Hội đồng Bộ trưởng ban hành Quyết định số 70-HĐBT về việc chia xã Nhơn Nghĩa thuộc huyện Châu Thành thành xã Nhơn Hòa và xã Nhơn Nghĩa.
Ngày 16 tháng 9 năm 1989, Hội đồng Bộ trưởng ban hành Quyết định số 128-HĐBT về việc xã Nhơn Hòa thuộc huyện Châu Thành vào xã Nhơn Nghĩa.
Ngày 26 tháng 12 năm 1991, Quốc hội ban hành Nghị quyết về việc chia tỉnh Hậu Giang thành tỉnh Cần Thơ và tỉnh Sóc Trăng.
Ngày 6 tháng 11 năm 2000, Chính phủ ban hành Nghị định số 64/2000/NĐ-CP về việc:
- Tái lập huyện Châu Thành A thuộc tỉnh Cần Thơ.
- Chuyển xã Nhơn Ái và xã Nhơn Nghĩa thuộc huyện Châu Thành về huyện Châu Thành A mới tái lập quản lý.

Ngày 10 tháng 7 năm 2001, Chính phủ ban hành Nghị định số 37/2001/NĐ-CP về việc thành lập xã Nhơn Nghĩa A thuộc huyện Châu Thành A trên cơ sở 1.840 ha diện tích tự nhiên và 11.999 nhân khẩu của xã Nhơn Nghĩa.
Sau khi điều chỉnh địa giới hành chính, xã Nhơn Nghĩa còn lại 2.066 ha diện tích tự nhiên và 16.713 nhân khẩu.
Ngày 26 tháng 11 năm 2003, Quốc hội ban hành Nghị quyết số 22/2003/QH11 về việc:
- Chia tỉnh Cần Thơ thành thành phố Cần Thơ trực thuộc trung ương và tỉnh Hậu Giang.
- Chuyển xã Nhơn Ái và xã Nhơn Nghĩa thuộc huyện Châu Thành A về thành phố Cần Thơ trực thuộc trung ương quản lý.

Ngày 2 tháng 1 năm 2004, Chính phủ ban hành Nghị định số 05/2004/NĐ-CP về việc:
- Thành lập huyện Phong Điền thuộc thành phố Cần Thơ.
- Chuyển xã Nhơn Ái và xã Nhơn Nghĩa thuộc huyện Châu Thành A về huyện Phong Điền mới thành lập quản lý.

Ngày 16 tháng 1 năm 2007, Chính phủ ban hành Nghị định số 11/2007/NĐ-CP về việc thành lập thị trấn Phong Điền – thị trấn huyện lỵ huyện Phong Điền trên cơ sở điều chỉnh 753,82 ha diện tích tự nhiên và 11.852 nhân khẩu của xã Nhơn Ái.
Sau khi điều chỉnh địa giới hành chính, xã Nhơn Ái còn lại 1.559,5 ha diện tích tự nhiên và 15.031 nhân khẩu.
Ngày 12 tháng 6 năm 2025, Quốc hội ban hành Nghị quyết số 202/2025/QH15 về việc sắp xếp đơn vị hành chính cấp tỉnh (nghị quyết có hiệu lực từ ngày 12 tháng 6 năm 2025). Theo đó, sáp nhập tỉnh Hậu Giang và tỉnh Sóc Trăng vào thành phố Cần Thơ.
Ngày 16 tháng 6 năm 2025:
- Quốc hội ban hành Nghị quyết số 203/2025/QH15[15] về việc Sửa đổi, bổ sung một số điều của Hiến pháp nước Cộng hòa xã hội chủ nghĩa Việt Nam. Theo đó, kết thúc hoạt động của đơn vị hành chính cấp huyện trong cả nước từ ngày 1 tháng 7 năm 2025.
- Ủy ban Thường vụ Quốc hội ban hành Nghị quyết số 1668/NQ-UBTVQH15[16] về việc sắp xếp các đơn vị hành chính cấp xã của thành phố Cần Thơ năm 2025 (nghị quyết có hiệu lực từ ngày 16 tháng 6 năm 2025). Theo đó, thành lập xã Nhơn Ái thuộc thành phố Cần Thơ trên cơ sở toàn bộ 16,28 km² diện tích tự nhiên, quy mô dân số là 17.664 người của xã Nhơn Ái và toàn bộ 21,88 km² diện tích tự nhiên, quy mô dân số là 23.043 người của xã Nhơn Nghĩa thuộc huyện Phong Điền.

Xã Nhơn Ái có  38,16 km² diện tích tự nhiên và quy mô dân số là 40.707 người.